# Schrollenbach (Moldau)
Der Schrollenbach (tschechisch Hraniční potok) ist ein Zufluss zum Lipno-Stausee nördlich von Aigen-Schlägl in Oberösterreich.
Der Bach quellt nördlich von Grünwald bei Aigen aus der südöstlichen Flanke des Bärensteins (1077 m ü. A.) hervor, die Kleiner Bärenstein genannt wird, und fließt nach Osten ab.
Die Schrollenbachschleuse staut den Bach für den Schwarzenbergschen Schwemmkanal und gibt überschüssiges Wasser an den Stausee Lipno ab. Die Mündung in diesen erfolgt nahe der ehemaligen Ortslage Kyselov/Sarau ⊙ in der Gemeinde Černá v Pošumaví.